# Иссин-рю кусаригамадзюцу
Иссин-рю (яп. 一心流) — древняя школа кусаригамадзюцу, классическое боевое искусство Японии, сформированное в XVII веке.

## История
Точное происхождение искусства Иссин-рю кусаригамадзюцу до сих пор остаётся загадкой. Существует предположение, что оно было основано ещё в XIV веке самураем Нэн Ами Дзионом (яп. 念阿弥慈恩), однако достоверно известно, что современные техники школы были обобщены и включены в программу обучения не позднее 17-го века благодаря их унификации (тан'иссин (яп. 丹一心), отсюда и название) мастером по имени Хараюки Уэмон Удзисада (яп. 原志右衛門氏貞).
Техники, которые первоначально преподавались в данной рюха, включали бодзюцу, хобаку (торинава), торитэ, кусаригамадзюцу и сюрикэндзюцу. Наиболее известными являлись методы работы с кусаригама.
Согласно письменным традициям Иссин-рю, основатель школы, Нэн Ами Дзион, создал техники работы с кусаригама после того, как получил видение божественного существа с косой (кама) в одной руке и  металлической цепью в другой.
Традиции Иссин-рю кусаригамадзюцу позднее были включены в школу Синто Мусо-рю её 24-м наследником, Сираиси Хандзиро Сигэаки, где и преподаются на сегодняшний день.

## Иссин-рю кусаригама
В отличие от кусаригама, используемых иными боевыми традициями, данное оружие в стиле Иссин-рю имеет несколько иной и необычный дизайн. Так кусаригама Иссин-рю имеет нетрадиционно длинную цепь и прямой обоюдоострый клинок в отличие от большинства иных школ. Древние документы, описывающие оружие, сообщают, что длина лезвия составляла около 30—31 сантиметр, а длина цепи — 3,6 метров. Ручка выполнена из древесины твёрдых пород и длина её равняется, примерно, 36 сантиметрам.

## Техники кусаригама
Роль кусаригама в качестве оружия на поле боя является ограниченной, поскольку для работы с ним требуется открытое пространство, в котором можно раскачивать цепь и грузило. Возможности эффективно применять данное оружие снижались из-за таких факторов, как наличие деревьев или высокой травы на местности, плотности людей на поле боя и тому подобного, что не позволяло полноценно и правильно применять кусаргиама. Своё главное применение данное оружие нашло в мирное время, когда при его помощи могли проводить задержания правоохранительные органы или сражались на дуэлях на открытых пространствах.
По большей части техники Иссин-рю кусаригамадзюцу преподаются ученикам, достигших высокого уровня мастерства в Синто Мусо-рю дзёдо, хотя в целом это зависит от организации. Современные практиканты Иссин-рю используют деревянную версию кусаригама для безопасности и уменьшения риска получения тяжелых травм. Цевье (гокэн) по-прежнему изготавливается из металла, однако цепь и грузик заменён верёвкой и кожаным мешочком. Кусаригама с металлическим лезвием (не заточенным) используется, в основном, для проведения демонстраций.

## Ката

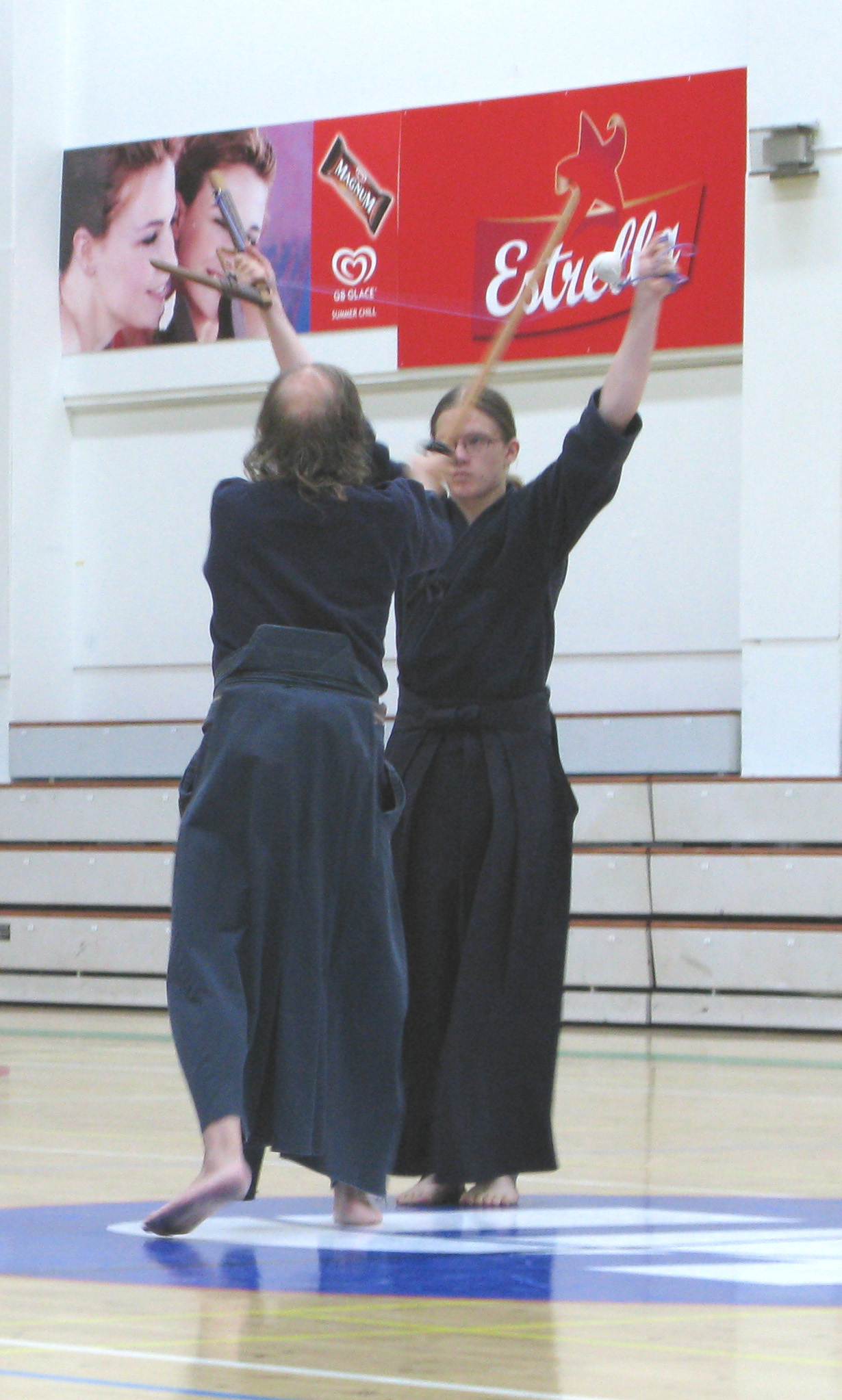
Одна из ката школы

Современная система Иссин-рю кусаригамадзюцу состоит из 30 ката, разделённых на три части: омотэ, ура и окудэн. Техники омотэ и ура имеют одинаковые имена, но выполняются по-разному.

### Омотэ и Ура
1. Исики (яп. 居敷);
2. Соэми (яп. 添身);
3. Хагаэси (яп. 羽返);
4. Муган (яп. 無眼);
5. Дзюмондзи (яп. 十文字);
6. Фурикоми (дзэн) (яп. 振込一文字);
7. Фурикоми (го) (яп. 振込十文字);
8. Исо но нами (яп. 磯之浪);
9. Тацуми но маки (яп. 巻落);
10. Мидокородзумэ (яп. 三所詰);
11. Укибунэ (яп. 浮船);
12. Содэгарамэ (яп. 袖搦).

### Окудэн
1. Маэ (яп. 前);
2. Усиро (яп. 後);
3. Хидари (яп. 左);
4. Миги (яп. 右);
5. Яриай (дзё);
6. Яриай (гэ).